# Marc Orozco
Marc Orozco Torres, né le 4 septembre 1989 à Olesa de Montserrat, est un athlète espagnol, catalan, spécialiste du 400 m.

## Carrière sportive
Il a remporté les Championnats d'Espagne en salle en 2008 et la médaille d'or, sur relais 4 × 400 m, lors des Jeux méditerranéens 2009. Sa meilleure performance en plein air était de 48 s 00 (Barcelone, le 1er juin 2008) qu'il a portée à 46 s 81 à Madrid le 9 juillet 2011.